# Roviata
Roviata (greacă Ροβιάτα) este un oraș în Grecia în prefectura Elida.